# Sriramapuram
Sriramapuram là một thị xã panchayat của quận Dindigul thuộc bang Tamil Nadu, Ấn Độ.

## Nhân khẩu
Theo điều tra dân số năm 2001 của Ấn Độ, Sriramapuram có dân số 8927 người. Phái nam chiếm 50% tổng số dân và phái nữ chiếm 50%. Sriramapuram có tỷ lệ 53% biết đọc biết viết, thấp hơn tỷ lệ trung bình toàn quốc là 59,5%: tỷ lệ cho phái nam là 63%, và tỷ lệ cho phái nữ là 44%. Tại Sriramapuram, 11% dân số nhỏ hơn 6 tuổi.